# Lyckad nedfrysning av herr Moro (musikalbum)
Lyckad nedfrysning av herr Moro är ett musikalbum utgivet 1995 av Galenskaparna och After Shave. Låtarna kommer från revyn med samma namn, Lyckad nedfrysning av herr Moro.

## Låtlista
Alla svenska texter är skrivna av Claes Eriksson.
1. "Är jag ängslig?" (Musik: Stanley Cowan, Bobby Worth) -Claes, Per
  - Originaltitel: "Do I Worry?"
2. "Varför inte bygga ett kylskåp?" (Musik: Jimmy McHugh – engelsk text: Al Dubin) -Knut, Per, Jan 
  - Originaltitel: "South American Way"
3. "Du måste bli brutal och rå!" (Musik: Allan Roberts, Doris Fisher) - Kerstin (Per, Knut, Jan) 
  - Originaltitel: "You Always Hurt the One You Love"
4. "Direktör" (Musik: Henri Betti – fransk text: André Hornez – engelsk text: Jerry Seelen) - After Shave
  - Originaltitel: "C'est si bon"
  - Engelsk titel: "It's so Good"
5. "Ineffektiv" (Musik: Paul Parnes, Paul Evans) - Anders, After Shave
  - Originaltitel: "Happiness is/The Debonairs 'Fabriksdans'"
6. "Farbror Cellofan" (Musik: John Kander, Fred Ebb) - Claes 
  - Originaltitel: "Mister Cellophane"
7. "Sven Göran Brun" (Musik: Maceo Pinkard – engelsk text: Kenneth Casey) - Galenskaparna, Per, Jan, Peter
  - Originaltitel: "Sweet Georgia Brown"
8. "Före min tid" (Musik: Daniele Pace, Mario Panzeri, Roberto Livraghi) - Knut
  - Originaltitel: "A Man Without Love"
9. "En plattfot fluga" (Musik: Bud Green, Slim Gaillard, Slam Stewart)- alla
  - Originaltitel: "The Flat Foot Floogie"
10. "Jag slår som en björn" (Musik: Jimmy McHugh – engelsk text: Dorothy Fields) - Anders
  - Originaltitel: "Exactly Like You"
11. "Vår värld är ingen vice-värld!" (Musik: Giuseppe Verdi) - alla
  - Originaltitel: "Libiamo ne' lieti calici" (ur La Traviata)
12. "Nu ska vi snart frysa ner herr Moro" (Musik: Bill Austin, Louis Jordan) - Per, Knut, Jan
  - Originaltitel: "Is You is or is You Ain't My Baby?"
13. "Den lyckade nedfrysningen" (Musik: Jerome Kern – engelsk text: Dorothy Fields) - alla
  - Originaltitel: "A Fine Romance"

## Medverkande musiker
- Claes Eriksson - Sång och saxofon samt stepp
- Per Fritzell - Sång och cykelpump samt stepp
- Jan Rippe - Sång och bång samt stepp
- Knut Agnred - Sång och cymbal samt stepp
- Kerstin Granlund - Sång
- Peter Rangmar - sång och stepp
- Anders Eriksson - sång och xylofon samt stepp
- Den ofattbara orkestern:
  - Charles Falk - Kapellmästare, klaviatur
  - Jan Gunér - Bas
  - Lars Moberg - Gitarr
  - Måns Abrahamsson - Slagverk
  - Jan Bjerger - Trumpet
  - Wojtek Goral - Träblås

## Produktion
- Inspelad på Lorensbergsteatern, Göteborg i maj 1995 av Anders Muhr.
- Arrangemang av Charles Falk
- Mixad på Tuff Studio av Måns Abrahamsson och Charles Falk.
- Grafisk formgivning av Rolf Allan Håkanson